# Lee Hoe-taik
Lee Hoe-taik (ur. 11 października 1946 w Gimpo) – południowokoreański piłkarz występujący na pozycji napastnika. Trener piłkarski.

## Kariera klubowa
W trakcie kariery piłkarskiej Lee grał w klubach Seoul Dongbuk High School. Hanyang University, Korea Coal Corporation, Yangzee, Daehan Tungsten oraz POSCO.

## Kariera reprezentacyjna
W reprezentacji Korei Południowej Lee grał w latach 1966–1977. W 1972 roku wziął udział w Pucharze Azji, który Korea Południowa zakończyła na 2. miejscu.

## Kariera trenerska
Karierę trenerską Lee rozpoczął w drużynie z Hanyang University, gdzie pracował w latach 1983–1985. W 1987 roku został szkoleniowcem zespołu POSCO Atoms. Pracował do 1992 roku. Prowadzona przez niego drużyna zdobyła dwa mistrzostwa Korei Południowej (1988, 1992). W 1987 roku wywalczył także wicemistrzostwo Korei Południowej. Od 1988 roku do 1990 roku Lee był selekcjonerem reprezentacji Korei Południowej. W tym czasie kadra narodowa zajęła 2. miejsce w Pucharze Azji 1988. Natomiast Mistrzostwa Świata 1990 zakończyła na fazie grupowej. W latach 1998–2003 lee był trenerem drużyny Chunnam Dragons.